# The One with Ross's New Girlfriend
The One with Ross's New Girlfriend är det första avsnittet av andra säsongen i komediserien Vänner.

## Handling
Rachel har fått reda på att Ross är kär i henne och hon får då känslor för Ross, som är i Kina. När han kommer hem ska Rachel möta honom på flygplatsen, men han går av planet med en ny flickvän, Julie. 
Chandler ska få sina byxor uppsydda av Joeys skräddare, men skräddaren börjar "klämma" på Chandlers "delar" - Joey fattar inte att det är fel.
Monica övertalar Phoebe att Phoebe ska klippa henne, och det blir ett missförstånd, så Monica får en killfrisyr.